# Joan Riedweg Pérez
Joan Riedweg Pérez (Granada, abril de 1959) és un director de cinema espanyol. Va estudiar periodisme a la Universitat Autònoma de Barcelona i realització de cinema i televisió a l'Institut Oficial de Ràdio i televisió de RTVE a Sant Ignasi. Es professor de Realització Audiovisual Publicitària a la Universitat Autònoma de Barcelona.
S'ha especialitzat en efectes especials i tecnologia d'imatge digital. El 1994 va dirigir la seva primera sèrie de televisió, El capità enciam. Posteriorment s'ha dedicat a l'elaboració de videoclips per grups musicals com Ska-p, Manolo García o Joan Manuel Serrat, o a gravar els concerts en directe de La Oreja de Van Gogh (2005) i Estopa X Anniversarivm (2009). Ha estat pioner en el rodatge de videoclips en 3D. El 2008 va elaborar el primer videoclip realitzat en 3D dins del marc del Festival DIBA 2008 de la cançó Circuitos de lujo de Pastora.
Després de dirigir alguns curtmetratges, documentals i telefilms el 2009 va dirigir amb Abel Folk el llargmetratge Xtrems, pel que fou nominat al Gaudí a la millor pel·lícula en llengua catalana, al Gaudí a la millor direcció, el Gaudí al millor guió i al Gaudí a la millor música original, i que fou ben rebut a la Seminci.
El 2013 dirigí el telefilm Desclassificats, un thriller periodístic basat en l'obre de teatre de Pere Riera que fou candidata al Gaudí a la millor pel·lícula per televisió.

## Filmografia
- Gaudí Güell, un projecte comú (curtmetratge, 2002)
- Els pastorets del segle XXI (2009)
- Xtrems (2009)
- Catalunya aixeca el teló (2011)
- Desclassificats (2013)
- Adossats (2019)
- El Crèdit (2020)